# Susch
Susch (do 1943 Süs) − miejscowość w gminie Zernez we wschodniej Szwajcarii, w kantonie Gryzonia, w regionie Engiadina Bassa/Val Müstair. Leży przy skrzyżowaniu dróg głównych nr 27 i nr 28. Ośrodek turystyczny. W rejonie miejscowości znajduje się wlot do Vereinatunnel. Do 31 grudnia 2014 samodzielna gmina.
W 2018 trwały prace przy przekształcaniu dawnego browaru w wystawę sztuki rodziny Kulczyków, którą otwarto w 2019 roku.